# Венафро
Венафро (італ. Venafro) — муніципалітет в Італії, у регіоні Молізе,  провінція Ізернія.
Венафро розташоване на відстані близько 140 км на схід від Рима, 55 км на захід від Кампобассо, 20 км на південний захід від Ізернії.
Населення — 11 329 осіб (2014).
Щорічний фестиваль відбувається 17 червня. Покровитель — SS. Nicandro, Marciano e Daria.

## Демографія
Населення за роками:

Станом на 1 січня 2023 року в муніципалітеті офіційно проживало 569 іноземців з 51 країни, серед них 108 громадян країн Євросоюзу та 16 громадян України.

## Сусідні муніципалітети
- Капріаті-а-Вольтурно
- Чіорлано
- Конка-Казале
- Міньяно-Монте-Лунго
- Поцциллі
- Сан-П'єтро-Інфіне
- Сан-Вітторе-дель-Лаціо
- Сесто-Кампано